# 矢野博丈
矢野博丈（日语：／ Yano Hirotake，1943年4月19日—2024年2月12日）是一位日本商人，也是大創百貨的創辦人，被譽為100圓店的先驅者。廣島縣東廣島市出身。

## 生平
矢野出生於北京市，是八個兄弟姊妹中的第五個兒子，在第二次世界大戰結束後，他隨家人回到父親的故鄉廣島縣賀茂郡久吉村（現東廣島市），後來移居到廣島市並就讀於廣島縣立廣島國泰寺高等學校。在學生時期，他對拳擊表現出濃厚的興趣，並於1964年成為1964年夏季奥林匹克运动会的訓練選手。1967年3月，他從中央大學理工學部土木工學科畢業，獲得工學士學位。
儘管父親是廣島的執業醫生，但因家境貧困。矢野以學生身份結婚後改變了姓氏和名字。曾經接手妻子家的鰤魚养殖业，但在三年內破產，負債達700萬日元。在經歷了九次不同工作後，包括推銷員、紙張兌換員和保齡球中心工作人員後，他於1972年創立了矢野商店。該公司透過卡車銷售雜貨，是一種流動銷售方式，被稱為「折扣」銷售，他主要在超市、活動大廳和社區中心前的空地上展示商品、補充商品、支付帳單。由於工作繁忙導致貼標機無法及時完成，他最終將產品價格統一定為100日元。
由於70年代的第一次石油危機影響，他的許多同事離開了公司，1977年，矢野將公司以商譽的形式註冊為大創產業。大創產業將其60%的產品賣給了大榮公司。然而，大榮公司的老闆曾表示：「由於活動大廳會變髒，大榮集團將取消價格為100日元的活動。」於是矢野開始思考如何使公司免於破產，最終他決定在大榮公司顧客經常光顧的地方開設一家百元商店。這就是今天設有常設店的百日圓店的開端。
1987年，公司開始發展「百元商店大創」，並於1991年在香川縣高松市開設了第一家直營店，標誌著正式的連鎖發展。自1990年代末日本泡沫经济以來，日本進入了長期的經濟衰退，但百日圓店的銷售額卻迅速增長。此外，隨著同行業其他企業的進入，該產業重新煥發了活力，門市網絡也擴展到了全國各地，成為了新零售業的佼佼者。由於大眾媒體的頻繁報導，大創產業得以快速發展，截至2017年，已成為排名第一的百元店公司，在日本擁有3150家門市，在海外擁有1800家門市。
矢野不參與所謂的經濟組織，並且很少接受經濟雜誌等媒體的採訪，因此他在大眾媒體上的曝光率較低，他的性格也沒有被詳細揭露。然而，在21世紀「如何為人民做出貢獻？企業要想生存，就必須向善、對社會做出貢獻，這是企業今後生存的唯一出路。」則成為他的創業信念。2024年2月19日，消息透露，矢野因心臟衰竭去世，享壽80歲。

## 獎項
- 2000年：年度傑出企業家獎（由企業家網路/企業傢俱樂部主辦）

### 書籍
- 『社長の哲学』（青木定雄、鳥羽博道（日语：鳥羽博道）、鍵山秀三郎（日语：鍵山秀三郎）等人共著、致知出版社（日语：致知出版社）、2005年）
- 『徹底解剖100円ショップ』（亞洲太平洋太資源中心（日语：アジア太平洋資材センター）、コモンズ（日语：コモンズ）、2004年）
- 【京増弘志のかわら版】2005年5月「藤野滋インタビュー」 （页面存档备份，存于）
- 【越後ジャーナル】2005年9月「経営講演会：運も実力もなかったおかげ - 100円SHOPダイソー 矢野博文社長講演」 （页面存档备份，存于）
- 【日経ビジネスオンライン】2009年6月「【時代のリーダー】矢野 博丈・大創産業社長」 （页面存档备份，存于）